# Beta Fornacis
Beta Fornacis (β Foracis, förkortat Beta For, β For) som är stjärnans Bayerbeteckning, är en ensam stjärna belägen i den mellersta delen av stjärnbilden Ugnen. Den har en skenbar magnitud på 4,46 och är synlig för blotta ögat där ljusföroreningar ej förekommer. Baserat på parallaxmätning inom Hipparcosuppdraget på ca 18,9 mas, beräknas den befinna sig på ett avstånd på ca 173 ljusår (ca 53 parsek) från solen. På det beräknade avståndet reduceras dess skenbara magnitud med 0,1 enheter på grund av skymning av interstellärt stoft.

## Egenskaper
Beta Fornacis är en gul till vit jättestjärna av spektralklass G8 III. och har genomgått en heliumflash. Den producerar för närvarande energi genom fusion av helium i dess kärna. Den har en massa som är ungefär 50 procent större än solens massa, en radie som är ca 11 gånger större än solens och utsänder från dess fotosfär ca 56 gånger mera energi än solen vid en effektiv temperatur av ca 4 800 K. 
Beta Fornacis har en visuell följeslagare, CCDM J02491-3224B, som har en skenbar magnitud på ca 14,0. År 1928 låg den med en vinkelseparation på 4,80 bågsekunder vid en positionsvinkel på 67°. Den ligger nu ca 3° nordost om den klotformiga stjärnhopen NGC 1049.